# Ustilago sphaerogena
Ustilago sphaerogena är en svampart som beskrevs av Burrill 1888. Ustilago sphaerogena ingår i släktet Ustilago och familjen Ustilaginaceae.   Inga underarter finns listade i Catalogue of Life.